# Schiller (banda)
Schiller é o projeto musical de Christopher von Deylen (nascido em outubro de 1970 em Visselhövede, Alemanha), músico, compositor e produtor alemão. Alcançou a fama em 1998 e recebeu o nome em homenagem ao poeta e dramaturgo Friedrich Schiller. Originalmente era um duo constituído por Christopher von Deylen e Mirko von Schlieffen. Por volta de 2001 ou 2002, von Schlieffen deixou a banda, deixando von Deylen o único membro. Von Deylen foi o vencedor do ECHO-award (2002) para Melhor Single de Dance do Ano.
Christopher Von Deylen não canta em nenhuma de suas composições, ele escolhe colaborações de cantores dentro e fora da Alemanha. Entre os músicos e vocalistas que participaram com von Deylen incluem: o músico e ator alemão Ben Becker, a cantora irlandesa Moya Brennan do grupo Clannad, a soprano Sarah Brightman, Peter Heppner do grupo alemão Wolfsheim, Xavier Naidoo, Maya Saban, Kim Sanders, Ana Torroja, vocalista do grupo Mecano; Tarja Turunen, ex-membro do grupo finlandês de power metal Nightwish, a cantora grega Despina Vandi, Alexander Veljanov do grupo alemão Deine Lakaien, assim como outros músicos como Klaus Schulze, Mike Oldfield, Helen Boulding, Damae de Fragma, Jaël da banda suíça Lunik, Stephenie Coker e Anna Maria Mühe.
Grande parte do material de Schiller atrasa um ano ao ser lançado na América do Norte, principalmente pela tradução e regravação das canções do alemão para o inglês. A música de Schiller é lançada anteriormente nos países europeus.
O canal europeu de música Music Force Europe dedica um programa por semana para a música de Schiller, chamado "Schill-out".
Depois do lançamento na América do Norte de Life, Christopher Von Deylen, decidiu que não queria continuar com as traduções do idioma alemão para o inglês de suas canções.

## Discografia

### Lançamentos na Alemanha
Tradução em português em parênteses.
- 1999 Zeitgeist (Espírito do Tempo/Espírito da Época)
- 2001 Weltreise (Viagem)
- 2003 Leben (Life)
- 2004 Live Erleben (Experiência Ao Vivo)
- 2005 Tag und Nacht (Dia e Noite)
- 2006 Tagtraum (Devaneio)
- 2008 Sehnsucht (Desejo)
- 2008 Sehnsucht Live
- 2010 Atemlos (Breathless) (2xCD) (Release 12 March) (GER: #4)
- 2010 Atemlos Live
- 2010 Lichtblick Ep (Raio de Esperança Ep)
- 2011 Die Einlassmusik 7
- 2012 Sonne
- 2013 Sonne Chillout Edition
- 2014 Symphonia
- 2016 Future

#### Lançamentos nos Estados Unidos
- 2001 Zeitgeist (Espírito do Tempo)
- 2002 Voyage& DVD
- 2004 Life
- 2005 Prologue
- 2007 Day and Night
- 2008 Desire
- 2010 Breathless